# Kenneth Welsh
Kenneth Welsh, född 30 mars 1942 i Edmonton i Alberta, död 5 maj 2022 i Toronto i Ontario, var en kanadensisk skådespelare. Han är bland annat känd i rollen som skurken Windom Earle i TV-serien Twin Peaks (1990–1991).

## Filmografi i urval
- 1987 – Radio Days (röst)
- 1988 – Crocodile Dundee II
- 1988 – Huset på Carroll Street
- 1990–1991 – Twin Peaks (TV-serie) (tio avsnitt)
- 1994 – Höstlegender
- 1994 – Timecop
- 1995 – Gömstället
- 1997 – Absolut makt
- 2003 – The Pentagon Papers
- 2004 – The Day After Tomorrow
- 2004 – The Aviator
- 2004 – Miracle
- 2005 – Four Brothers
- 2005 – Besatt
- 2005 – The Fog
- 2006 – Pakten
- 2006 – Above and Beyond (miniserie)
- 2009 – Survival of the Dead
- 2007 – Fantastic Four: Rise of the Silver Surfer
- 2016 – The Void
- 2017 – Awakening the Zodiac
- 2017 – Undercover Grandpa
- 2018 – Lodge 49 (TV-serie) (sex avsnitt)